# 楽山孝志
楽山 孝志（らくやま たかし、1980年8月11日 - ）は、日本の元サッカー選手。富山県魚津市出身。ポジションはミッドフィールダー。中京大学卒業。

## 来歴
地元富山でサッカーを始める。
高校時は名門清水商業高校に越境入学する。同期に、池田学・水谷雄一・小林宏之。2年先輩に川島眞也・薬師寺直樹、1年先輩が小野伸二・平川忠亮・池端陽介・太田恵介、2年後輩が小林大悟・佐野裕哉・秋本倫孝・河野淳吾。高校3年の時高校選手権に静岡県代表として出場している。
その後、中京大学に進学する。同期に西政治。2年先輩に山岸範宏・山崎光太郎・園田勇一、1年先輩に末岡龍二、2年後輩に井上秀人・永冨裕也、3年後輩に松田勉がいる。大学2年の時インカレでは同大学の初優勝に貢献した。
2003年よりJリーグ・ジェフユナイテッド市原(現・ジェフユナイテッド市原・千葉)に加入。同期に巻誠一郎・工藤浩平。練習では常に好パフォーマンスを維持し、加入1年目からイビチャ・オシムをはじめ歴代の千葉の監督から常に期待され、2006年から2007年にかけてはレギュラーをつかみかけた。しかし、公式戦になると低調な出来に終始してしまうことが多く、なかなか出場機会を増やすに至らず、完全にレギュラーをつかむことは出来なかった。
2008年7月、怪我人が続出しサイドができる選手の層が薄くなったサンフレッチェ広島にレンタル移籍。出番は限られていたものの、サイドの貴重なバックアッパーとして評価され、2009年シーズンからは完全移籍した。シーズン終了後、契約満了につき退団。
複数のクラブの練習に参加しながらも中々所属先が決まらなかったが、2010年7月にロシア・ファーストディビジョン（2部リーグ）・FCヒムキと契約した。同シーズン終了後に退団。
2011年から、フィリップ・トルシエ率いる中国超級の深圳紅鑽に、巻誠一郎と共に契約した。同年6月、青島中能戦にて中国超級における日本人選手初ゴールおよび自身キャリアにおけるリーグ戦初ゴールを決めている。巻が怪我で帰国するなど他の外国人選手に怪我が続出し、その結果同シーズンで深圳は甲級（2部）に降格してしまうが、その中で楽山はほぼフル出場し最終節の29節には2アシストでベスト11 にも選ばれるなど活躍した。
2013年末、自身のブログで現役引退を発表。深圳でサッカースクール「TCF楽山サッカー塾」を開校した。

## 個人成績
| 国内大会個人成績 | 国内大会個人成績 | 国内大会個人成績 | 国内大会個人成績 | 国内大会個人成績 | 国内大会個人成績 | 国内大会個人成績 | 国内大会個人成績 | 国内大会個人成績 | 国内大会個人成績 | 国内大会個人成績 | 国内大会個人成績 |
| 年度             | クラブ           | 背番号           | リーグ           | リーグ戦         | リーグ戦         | リーグ杯         | リーグ杯         | オープン杯       | オープン杯       | 期間通算         | 期間通算         |
| 年度             | クラブ           | 背番号           | リーグ           | 出場             | 得点             | 出場             | 得点             | 出場             | 得点             | 出場             | 得点             |
| 日本             | 日本             | 日本             | 日本             | リーグ戦         | リーグ戦         | リーグ杯         | リーグ杯         | 天皇杯           | 天皇杯           | 期間通算         | 期間通算         |
| ---------------- | ---------------- | ---------------- | ---------------- | ---------------- | ---------------- | ---------------- | ---------------- | ---------------- | ---------------- | ---------------- | ---------------- |
| 2003             | 市原/千葉        | 29               | J1               | 1                | 0                | 2                | 0                | 2                | 0                | 5                | 0                |
| 2004             | 市原/千葉        | 23               | J1               | 8                | 0                | 3                | 1                | 1                | 0                | 12               | 1                |
| 2005             | 市原/千葉        | 23               | J1               | 1                | 0                | 5                | 0                | 2                | 0                | 8                | 0                |
| 2006             | 市原/千葉        | 23               | J1               | 13               | 0                | 8                | 0                | 1                | 0                | 22               | 0                |
| 2007             | 市原/千葉        | 23               | J1               | 15               | 0                | 3                | 0                | 1                | 0                | 19               | 0                |
| 2008             | 市原/千葉        | 23               | J1               | 3                | 0                | 2                | 0                | -                | -                | 5                | 0                |
| 2008             | 広島             | 33               | J2               | 10               | 0                | -                | -                | 3                | 0                | 13               | 0                |
| 2009             | 広島             | 33               | J1               | 14               | 0                | 2                | 0                | 1                | 0                | 17               | 0                |
| ロシア           | ロシア           | ロシア           | ロシア           | リーグ戦         | リーグ戦         | ロシア杯         | ロシア杯         | オープン杯       | オープン杯       | 期間通算         | 期間通算         |
| 2010             | FCヒムキ         | 88               | 1stDiv           | 12               | 0                | -                | -                |                  |                  |                  |                  |
| 中国             | 中国             | 中国             | 中国             | リーグ戦         | リーグ戦         | リーグ杯         | リーグ杯         | FA杯             | FA杯             | 期間通算         | 期間通算         |
| 2011             | 深圳紅鑽         | 15               | 超級             | 29               | 1                | -                | -                | 0                | 0                | 29               | 1                |
| 2012             | 深圳紅鑽         | 15               | 甲級             | 28               | 0                | -                | -                | 2                | 0                | 30               | 0                |
| 2013             | 深圳紅鑽         | 15               | 甲級             | 28               | 3                | -                | -                | 1                | 0                | 29               | 3                |
| 通算             | 日本             | 日本             | J1               | 55               | 0                | 25               | 1                | 8                | 0                | 88               | 1                |
| 通算             | 日本             | 日本             | J2               | 10               | 0                | -                | -                | 3                | 0                | 13               | 0                |
| 通算             | ロシア           | ロシア           | 1stDiv           | 12               | 0                | -                | -                |                  |                  |                  |                  |
| 通算             | 中国             | 中国             | 超級             | 29               | 1                | -                | -                | 0                | 0                | 29               | 1                |
| 通算             | 中国             | 中国             | 甲級             | 56               | 3                | -                | -                | 3                | 0                | 59               | 3                |
| 総通算           | 総通算           | 総通算           | 総通算           | 162              | 4                | 25               | 1                | 27               | 0                |                  |                  |

- Jリーグ初出場 2003年7月12日J1第12節対ベガルタ仙台戦（市原緑地運動公園臨海競技場）

その他の国際公式戦
- 2006年
  - A3チャンピオンズカップ 3試合0得点